# Apechoneura pelucida
Apechoneura pelucida là một loài tò vò trong họ Ichneumonidae.